# سام کراس
سام کراس (انگلیسی: Sam Cross؛ زادهٔ ۲۶ اوت ۱۹۹۲) ورزشکار راگبی ۷ نفره اهل بریتانیا است.
وی در مسابقات کشوری و بین‌المللی در مجموع برندهٔ ۱ مدال نقره شده‌است.